# نيكلاس لومب
نيكلاس أوفي بيرند لومب (بالألمانية: Niklas Uwe Bernd Lomb)‏ (مواليد 28 يوليو 1993) هو لاعب كرة قدم ألماني يلعب في مركز حراسة المرمى لنادي باير ليفركوزن الألماني.

## روابط خارجية
- نيكلاس لومب على موقع الاتحاد الأوربي (الإنجليزية)
- نيكلاس لومب على موقع قاعدة بيانات كرة القدم.إي يو (الإنجليزية)
- نيكلاس لومب على موقع بيانات كرة القدم. دي إي (الألمانية)
- نيكلاس لومب على موقع Soccerway.com (الإنجليزية)
- نيكلاس لومب على موقع عالم كرة القدم.نت (الإنجليزية)
- نيكلاس لومب على موقع AS.com (الإسبانية)
- Niklas Lomb